# Синюшонок
Синюшонок (каз. Синюшонок) — упразднённое село в Восточно-Казахстанской области Казахстана. Входило в состав городской администрации Риддера. Входило в состав Пригородного сельского округа. Код КАТО — 632433634. Ликвидировано в 2009 г.

## Население
В 1999 году население села составляло 8 человек (4 мужчины и 4 женщины). По данным переписи 2009 года, в селе проживало 5 человек (2 мужчины и 3 женщины).